# Петренко Вікторія Анатоліївна
Вікторія Петренко (* 2001, Дніпропетровськ) — українська тенісистка.

## Життєпис
Народилась 2001 року. Переважно бере участь у турнірах ITF Women's World Tennis Tour. Виграла три титули в парному розряді. Зокрема 2019 року виграла парний титул у Пловдиві і стала фіналісткою в одиночному розряді.